# 大和町毛受
大和町毛受（やまとちょうめんじょ）は、愛知県一宮市にある地名。字が14ある。

## 地理
南は大和町苅安賀・苅安賀1丁目、北は寺前町・竹橋町・日光町に接する。

### 現行字
（五十音順・Yahoo!地図によった）
- 一本松（いっぽんまつ）
- 北河原（きたかわら）
- 城之腰（しろのこし）
- 辻畑（つじばた）
- 伝治腰（でんじごし）
- 中屋敷（なかやしき）
- 西池田（にしいけだ）
- 西屋敷（にしやしき）
- 八法寺（はちほうじ）
- 八幡前（はちまんまえ）
- 浜田（はまだ）
- 東屋敷（ひがしやしき）
- 正寺（まさでら）
- 宮東（みやひがし）

## 歴史

### 町名の由来
『塩尻』は、物部氏の一族である百舌鳥（もず）氏から分かれ諸国に散った者のうち、尾張国中島郡に定住した者が「毛受（もず）」の表記に変え、さらに読みが「めんじょう」と転じたものであるとしている。『尾張国地名考』によれば、大和国の毛受（鵙）村に由来し、読みが「もず」から「めんじょう」に転じた時期を鎌倉時代以降であるとしており、江戸時代には「めんじょう」と読まれており、現在の「めんじょ」の発音に変化したのはそれ以降とみられる。「めんしょ」「めんじょう」とも称する。

### 過去に存在した字
（中島郡毛受村当時の字・愛知県地名収攬102ページによった・太字は現存）
- 馬引前　まひきまえ
- 北河原（きたがわら）
- 多喜（だき）
- 城之腰（しろのこし）
- 西池田（にしいけだ）
- 古井堀（ふるいぼり）
- 傳治腰（でんじごし）
- おたん畑（おたんはた）
- 辻（つじ）
- 壱本橋（いっぽんばし）
- 八法寺（はちほうじ）
- 浜田（はまだ）
- 正寺（しょうじ）
- 一本松（いっぽんまつ）
- 田嶋（たじま）
- 大辰巳（おおだつみ）
- 南木西（なんぎにし）
- 桺原（やなぎはら）
- 岩堀（いわほり）
- 切崎（きれさき）
- 流（ながれ）
- 清水田（しみずだ）
- 藤ノ木（ふじのき）
- 東屋敷（ひがしやしき）
- 中屋敷（なかやしき）
- 西屋敷（にしやしき）
- 山浦（やまうら）
- 八幡前（はちまんまえ）
- 宮東（みやひがし）
- 下河原（しもがわら）
- 上河原（かみがわら）

またこのほか、嘉慶2年（1388年）8月13日付の「妙興寺領坪付注文」（妙興寺文書）には村内字として
- 瓦堂前
- 莇田
- 東村
- 八王子後
- 深沼
- 鎌田
- 西奈木
- 高畠
- 筧口前

の字が記録されている。

### 沿革
- 江戸時代 - 尾張国中島郡の尾張藩領北方代官所支配の毛受村として所在[4]。
- 1889年（明治22年） - 合併に伴い、日光村大字毛受となる[4]。
- 1906年（明治39年） - 合併に伴い、苅安賀村大字毛受となる[4]。
- 1908年（明治41年） - 合併に伴い、大和村大字毛受となる[4]。
- 1930年（昭和5年） - 愛知県令「愛知県毛織物検査規則」発布により、愛知県立毛織物検査所一宮支所が設置される[5]。
- 1951年（昭和26年） - 町制施行に伴い、大和町大字毛受となる[4]。
- 1955年（昭和30年） - 合併に伴い、一宮市大和町毛受となる[4]。
- 1970年（昭和45年） - 一部が神山1～3丁目・平和1～3丁目・末広1～3丁目・住吉1～2丁目となる[4]。
- 1973年（昭和48年） - 一部が八幡1～5丁目となる[4]。

## 世帯数と人口
2019年（平成31年）4月30日現在の世帯数と人口は以下の通りである。
| 大字                            | 世帯数    | 人口    |
| ------------------------------- | --------- | ------- |
| 大和町毛受・ 大和町毛受字一本松 | 115世帯   | 282人   |
| 大和町毛受字北河原              | 189世帯   | 371人   |
| 大和町毛受字城之腰              | 49世帯    | 115人   |
| 大和町毛受字辻畑                | 32世帯    | 82人    |
| 大和町毛受字伝治腰              | 11世帯    | 27人    |
| 大和町毛受字中屋敷              | 105世帯   | 254人   |
| 大和町毛受字西池田              | 15世帯    | 35人    |
| 大和町毛受字西屋敷              | 166世帯   | 379人   |
| 大和町毛受字八法寺              | 21世帯    | 51人    |
| 大和町毛受字八幡前              | 46世帯    | 108人   |
| 大和町毛受字浜田                | 188世帯   | 400人   |
| 大和町毛受字東屋敷              | 136世帯   | 366人   |
| 大和町毛受字正寺                | 55世帯    | 142人   |
| 大和町毛受字宮東                | 63世帯    | 128人   |
| 計                              | 1,191世帯 | 2,740人 |

### 人口の変遷
国勢調査による人口の推移
| 1995年（平成7年）  | 2,767人 | [ WEB 6 ]  |  |
| 2000年（平成12年） | 2,737人 | [ WEB 7 ]  |  |
| 2005年（平成17年） | 2,644人 | [ WEB 8 ]  |  |
| 2010年（平成22年） | 2,692人 | [ WEB 9 ]  |  |
| 2015年（平成27年） | 2,686人 | [ WEB 10 ] |  |

## 小・中学校の学区
市立小・中学校に通う場合、学区は以下の通りとなる。
| 大字                                                   | 小学校               | 中学校             |
| ------------------------------------------------------ | -------------------- | ------------------ |
| 大和町毛受 大和町毛受字八幡前（一部） 大和町毛受字宮東 | 一宮市立神山小学校   | 一宮市立中部中学校 |
| その他                                                 | 一宮市立大和西小学校 | 一宮市立大和中学校 |

## 交通
- 岐阜県道・愛知県道14号岐阜稲沢線（西尾張中央道）
- 愛知県道145号冨田一宮線

## 施設
- 八幡社[4]
- 神明社[4]
- 天王社[4]
- 金毘羅社（大正3年八幡社に合祀）[4]
- 浄土宗光明山金剛寺

永禄9年、毛受勝介・浅井玄蕃允による建立とする
- 真宗大谷派竜明寺

貞享元年、苅安賀村にあった天台宗法輪坊の寺籍を移して創建したとされる。
- 竜明寺幼稚園[6]
- 尾張中央保育園[6]
- 毛受住宅[6]

## 史蹟
- 毛受城址[2]（毛受ノ古城[5]）

『尾張志』は「浅井新八郎家老浅井玄蕃屋敷跡」とし、『新編一宮市史』は字城之越地内に比定し、苅安賀城の浅井新八郎の弟の砦であると推定している。

## 出身者
- 毛受（鵜飼）庄左衛門尉勝明[5]
- 毛受良三

寛政年間の彫刻職人。京都において修行し、名古屋において活躍した。宮地花池村の大神社に狛犬を奉納した記録が残る。

## その他

### 日本郵便
- 郵便番号 : 491-0932[WEB 3]（集配局：一宮郵便局[WEB 12]）。

### WEB
1. ↑  “愛知県一宮市の町丁・字一覧”.   人口統計ラボ. 2019年5月19日閲覧。
2. 1 2  “一宮市の人口町丁字別(Excel)”.   一宮市 (2019年4月8日). 2019年5月19日閲覧。
3. 1 2  “郵便番号”.  日本郵便. 2019年5月19日閲覧。
4. ↑  “市外局番の一覧”.   総務省. 2019年5月19日閲覧。
5. ↑  “愛知県一宮市大和町毛受”. 2014年4月22日閲覧。
6. ↑  総務省統計局 (2014年3月28日). “平成7年国勢調査の調査結果(e-Stat) - 男女別人口及び世帯数 －町丁・字等”. 2019年3月23日閲覧。
7. ↑  総務省統計局 (2014年5月30日). “平成12年国勢調査の調査結果(e-Stat) - 男女別人口及び世帯数 －町丁・字等”. 2019年3月23日閲覧。
8. ↑  総務省統計局 (2014年6月27日). “平成17年国勢調査の調査結果(e-Stat) - 男女別人口及び世帯数 －町丁・字等”. 2019年3月23日閲覧。
9. ↑  総務省統計局 (2012年1月20日). “平成22年国勢調査の調査結果(e-Stat) - 男女別人口及び世帯数 －町丁・字等”. 2019年3月23日閲覧。
10. ↑  総務省統計局 (2017年1月27日). “平成27年国勢調査の調査結果(e-Stat) - 男女別人口及び世帯数 －町丁・字等”. 2019年3月23日閲覧。
11. ↑  “一宮市立小中学校区一覧表”.   一宮市 (2017年5月30日). 2019年5月19日閲覧。
12. ↑  “郵便番号簿 2018年度版” (PDF).   日本郵便. 2019年5月18日閲覧。

### 文献
1. 1 2  愛知県姓氏歴史人物大辞典編纂委員会 1991, p. 906.
2. 1 2 3  「角川日本地名大辞典」編纂委員会 1989, p. 1329.
3. ↑  有限会社平凡社地方資料センター 1981, p. 377.
4. 1 2 3 4 5 6 7 8 9 10 11 12 13 14 15 16 17  「角川日本地名大辞典」編纂委員会 1989, p. 1330.
5. 1 2 3 4  有限会社平凡社地方資料センター 1981, p. 378.
6. 1 2 3  「角川日本地名大辞典」編纂委員会 1989, p. 1584.